# Rémy Lajos
Rémy Lajos, Hofer, Hoffer (? – Bécs, 1887. június 7.) hőstenor.

## Pályafutása
Hofer Lajosnak (1776 körül–1843), az Esterházy uradalom tisztviselőjének fia volt, aki gondos neveltetésben részesítette, s bejuttatta az udvari hivatalnokok közé. A fiatal Hofer magyar udvari kancelláriánál volt gyakornok. Sokat érintkezett magyar főurakkal és különösen külső megjelenése és lágy, de erőteljes hangja csakhamar a társaság szereplői közé emelték. Barátainak biztatására kiképezte hangját és nevét is magyarosította. Beutazta Németország nagyobb városait, volt Londonban és Párizsban is, diadalt aratva mindenütt.
1851. július 14-én mint vendég fellépett a Nemzeti Színházban, az »Ernáni« címszerepében, amiről a Pesti Napló így írt: »Biztossággal futja be a scala felsőbb lépcsőit is anélkül, Hogy erőlködés látszanék rajta. S midőn egyrészt ily kedvező hangtehetséggel bír, másrészt külseje, derék férfias termete is megfelel a színpad igényeinek.« Ezután az intézet tagja lett. 1852. június havában megvált a Nemzeti Színháztól. 1854. július 18-án a »Zampa«-ban itt újra vendég volt; közben német, olasz és francia színpadokon működött. 1864. november 5-én ismét ellátogatott Pestre, ezúttal az »Ördög Róbert« címszerepét énekelte. Elkezdett betegeskedni és ezután egyik csapás érte a másik után, anyagilag is tönkre jutott. Régi barátai közül Dumba Miklós és Podmanitzky báró támogatták. 1887-ben meghívást kapott Bécsbe, ahol betegségétől gyötörtetve öngyilkos lett.